# Fernande Flagon
Fernande Flagon, née le 9 octobre 1908 à Mirabel-aux-Baronnies (Drôme) et morte le 31 décembre 1996 à Buis-les-Baronnies (Drôme), est une femme politique française, membre du PCF.
Maire de Valenton (alors en Seine-et-Oise) de 1947 à 1960, elle est l'une des premières femmes à être élue maire en France.

## Biographie

### Origines familiales
Fille de Léon Burle, meunier et de Marie Zamolo, mère au foyer, Fernande Flagon, née Burle, devient pupille de la Nation le 24 juin 1921, son père étant une des gueules cassées de la Première Guerre mondiale.

### Montée à Paris
En 1928, à Pierrelongue, elle épouse Félix Flagon, ébéniste de son état. Deux ans plus tard, le couple s'installe à Villeneuve-Saint-Georges, Félix ayant obtenu un emploi de menuisier à la compagnie PLM à Villeneuve-Triage. Parents d'un fils, Marcel né en 1933, ils finissent par s'installer à Valenton, ville proche de Villeneuve-Saint-Georges.

### Carrière professionnelle
À partir de 1947, Fernande Flagon travaille à la SNCF, à Villeneuve-Prairie, comme conductrice de ponts roulants, puis comme cuisinière.

### Carrière politique
À l'instar de son mari, Fernande Flagon adhère au Parti communiste en 1945 et milite à Valenton, commune où la municipalité est communiste depuis 1924.
Aux élections municipales d'octobre 1947, succédant à Théodule Jourdain, elle est élue maire, devenant dès lors l'une des premières femmes maires de la banlieue sud-est,. Le couple est apprécié pour sa simplicité.
En devenant première magistrate, elle hérite de la gestion d'une ville où les  bombardements anglo-américains visant la gare de triage de Villeneuve-Saint-Georges d'avril à août 1944 ont détruit 274 immeubles sur 510 et quasiment nivelé le quartier de Val-Pompadour.
Dès lors, son action municipale s'exerce dans les domaines de la construction de logements collectifs (plusieurs centaines) notamment pour accueillir une nouvelle population (ouvriers quittant Paris) et d'établissements et d'équipements scolaires (école des filles Danièle Casanova en 1951, école Paul Langevin en 1958) et dans l'engagement de travaux d'assainissement au centre-ville et à Val-Pompadour).
Dans le contexte pacifiste de l’après-guerre, elle fait adopter par le conseil municipal, le 12 mai 1950, l’appel du Mouvement de la paix, soutenant l'appel de Stockholm contre la prolifération nucléaire : « nous exigeons l’interdiction absolue de l’arme d’épouvante et d’extermination massive des populations. »

### Retour en province
Réélue en 1953, puis en 1959, Fernande Flagon se retire de la vie politique valentonaise en 1960 au début de son troisième mandat, laissant son poste à son premier adjoint, Julien Duranton. Avec son mari, elle s'installe par la suite dans la Drôme, à Pierrelongue, où elle devient conseillère municipale dans les années 1970 auprès de René Fauchier. Veuve depuis 1985, Fernande Flagon meurt en 1996.

### Mémoire
Depuis 2005, un collège à Valenton porte le nom de Fernande Flagon,. Son nom a été donné également à une allée et à une résidence.